# Halmaheraglasögonfågel
Halmaheraglasögonfågel (Zosterops atriceps) är en fågel i familjen glasögonfåglar inom ordningen tättingar.

## Utseende och läte
Halmaheraglasögonfågeln är en mycket liten tätting med ljus ögonring. De flesta bestånd är grönaktiga ovan och gråaktiga under, med gult under stjärten och varierande med svart på pannan. Fåglar på Morotai, av vissa behandlad som egen art, skiljer sig tydligt, med kolsvart huvud, bredare vit ögonring, ljust streck i pannan, ljus fläck mellan öga och näbb, grå rygg och inget gult under. Den skiljs från sångglasögonfågel genom vitaktig eller grå undersida. Sången är ljus och kvittrig.

## Utbredning och systematik
Halmaheraglasögonfågel förekommer i norra Moluckerna och delas in i tre distinkta underarter med följande utbredning:
- Zosterops atriceps dehaani – Morotai
- Zosterops atriceps fuscifrons – Halmahera
- Zosterops atriceps atriceps – Bacan

Vidare finns en obeskriven form av glasögonfågel på ön Obi som möjligen tillhör arten. Vissa urskiljer dehaani som den egna arten morotaiglasögonfågel.

## Levnadssätt
Halmaheraglasögonfågeln bebor skogsområden och jordbruksbygd i lågland och lägre bergstrakter. Den ses enstaka, i par eller i grupper.

## Status och hot
Arten har ett stort utbredningsområde, men tros minska i antal, dock inte tillräckligt kraftigt för att den ska betraktas som hotad. Internationella naturvårdsunionen IUCN listar arten som livskraftig (LC).